# カヴリーリア
カヴリーリア (伊: Cavriglia) は、イタリア共和国トスカーナ州アレッツォ県にある、人口約9,500人の基礎自治体（コムーネ）。

## 地理

### 位置・広がり

#### 隣接コムーネ
隣接するコムーネは以下の通り。括弧内のFIはフィレンツェ県、SIはシエーナ県所属を示す。
- フィリーネ・エ・インチーザ・ヴァルダルノ (FI)
- ガイオーレ・イン・キアンティ (SI)
- グレーヴェ・イン・キアンティ (FI)
- モンテヴァルキ
- ラッダ・イン・キアンティ (SI)
- サン・ジョヴァンニ・ヴァルダルノ

### 気候分類・地震分類
カヴリーリアにおけるイタリアの気候分類 (it) および度日は、zona E, 2106 GGである。
また、イタリアの地震リスク階級 (it) では、zona 3 (sismicità bassa) に分類される。

## 行政

### 分離集落
カヴリーリアには以下の分離集落（フラツィオーネ）がある。
| - Bellosguardo - Castelnuovo dei Sabbioni - Cetinale - Massa dei Sabbioni - Meleto Valdarno | - Montegonzi - Neri - San Cipriano Valdarno - Santa Barbara (Cavriglia) - Vacchereccia |

## 姉妹都市
- La Chapelle-Saint-Mesmin、フランス 1993年-
- Melleha、マルタ 2007年-